# NGC 7258
NGC 7258 este o galaxie spirală situată în constelația Peștele Austral. A fost descoperită în 30 iulie 1834 de către John Herschel.